# Martín Género
Martín Ezequiel Género (Villa Mercedes, San Luis, Argentina, 14 de abril de 1988) es un futbolista argentino que juega en la posición de defensor central. Su club actual es Jorge Newbery de Villa Mercedes, el cual milita en el torneo Argentino B.

## Clubes
| Club                            | País      | Año               |
| ------------------------------- | --------- | ----------------- |
| Club Almirante Brown            | Argentina | 2010 - 2011       |
| General Lamadrid                | Argentina | 2011 - 2013       |
| Jorge Newbery de Villa Mercedes | Argentina | 2013 - "presente" |